# Svartegöl (Bergs socken, Småland)
Svartegöl är en sjö i Växjö kommun i Småland och ingår i Mörrumsåns huvudavrinningsområde.